# کاگوشیما آرنا
کاگوشیما آرنا یک سالن ورزشی سرپوشیده است که در شهر کاگوشیما ژاپن واقع شده‌است. ظرفیت سالن ۵۰۰۰ صندلی است و در سال ۱۹۹۲ افتتاح شد. این ورزشگاه میزبان برخی مسابقات جام جهانی والیبال زنان FIVB ۲۰۰۳ بود.

## منابع

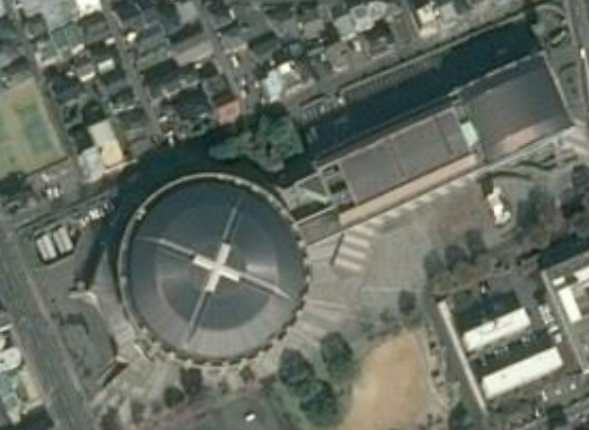
نمای ماهواره ای